# Lou Barlow
Louis Knox Barlow (Dayton, Ohio, 17 de julio de 1966) es un músico estadounidense sindicado como pionero en el desarrollo del lo-fi a fines de la década de los 80 y principios de los 90.

## Historia
Lou Barlow nació en Dayton, Ohio, pero sus raíces se hallan en Jackson, Michigan y en Westfield, Massachusetts. Asistió a la escuela en Westfield, donde conoció a Scott Helland, con quien formó la banda Deep Wound, precursora del hardcore punk en Massachusetts. J Mascis ingresa en la banda después de contestar un aviso que pedía “un baterista que toque realmente rápido”. La banda se disuelve en 1984 luego de desilusionarse con la escena hardcore. Mascis y Barlow se reúnen luego ese mismo año para formar la banda Dinosaur, que más tarde se llamará Dinosaur Jr. Entre ambos músicos comenzó una relación muy tensa, ya que, al parecer, Barlow pretendía el control creativo de la banda y apenas hablaba con Mascis, lo que lo llevó a abandonar el grupo después del lanzamiento del álbum Bug en 1989.
Después de emigrar de Dinosaur Jr., Barlow volcó su atención en su proyecto paralelo Sebadoh, el que había formado algunos años antes junto al multiinstrumentista Eric Gaffney. El proyecto incluyó técnicas de grabación de baja fidelidad y combinó las composiciones introspectivas de Barlow con las melodías noise de Gaffney. El bajista y compositor Jason Loewenstein se agregaría luego a la alineación del grupo. Los primeros trabajos de Sebadoh incluyen a The Freed Man de 1989 y Weed Forestin de 1990, los que luego fueron combinados en el álbum doble The Freed Weed.
En 1991 Barlow comienza a trabajar en uno de los muchos proyectos que parten en reacción a la creciente popularidad de Sebadoh. Revisó el trabajo que había grabado como solista con el pseudónimo de Sentridoh y cambió algunas de las técnicas de grabación, utilizando ahora muchos samplers y multipistas. Sentridoh realizó una serie de grabaciones que están disponibles sólo en cintas de casete, y de las cuales se seleccionaron los temas más importantes para un compilatorio de 1994 llamado Winning Losers: A Collection of Home Recordings y uno de 1995 llamado Losing Losers. Barlow lanzó un tercer álbum de Folk Pop acústico titulado Another Collection of Home Recordings bajo el nombre de Lou Barlow and Friends. Este álbum apareció en 1995 e incluye a Bob Fay, el remplasante de Gaffney en la batería de Sebadoh.
En 1994 Barlow formó la banda Folk Implosion junto al cantautor John Davis. Luego de lanzar varios EP y sencillos con Folk Implosion, Barlow compiló la banda sonora para la afamada película del director Larry Clark, Kids. Barlow compuso él mismo gran parte del material musical que aparece en la película y seleccionó el resto, donde incluye varias bandas de lo-fi poco conocidas, incluyendo a los pioneros del post rock Slint. La contribución de Folk Implosion, un tema llamado Natural One, llegó a obtener un sorpresivo lugar en los rankings luego de la fama que obtuvo la película.
Después del lanzamiento del álbum The Sebadoh en 1999, Sebadoh se disuelve y sus miembros van en busca de nuevos proyectos. Barlow continúa con su trabajo en Folk Implosion, lanzando One Part Lullaby en 1999. Después de que Folk Implosion colaborara en un álbum para el músico belga Rudy Trouver en el año 2000, Barlow se toma un descanso. En 2003 Barlow lanza el álbum The New Folk Implosion, esta vez con nueva alineación, con Imaad Wasif en la guitarra y Russ Polland, un veterano de Sebadoh, en la batería. El álbum obtuvo una recepción desigual por parte de los fanes, quienes consideraron que el disco estaba desenfocado e irregular. También en el 2003 Barlow musicaliza la película Laurel Canyon. En la primavera del 2004 Barlow se reúne brevemente con Jason Loewenstein para la gira Turbo Acoustic. En esa gira Barlow también se reúne con J Mascis para presentar la canción Video Prick junto al vocalista de Deep Wound Charlie Nakajima. Este breve tema junto a Mascis significó una reunión hecha y derecha de Dinosaur Jr. en 2005, con Barlow, Mascis y Murph tocando The Lung en el programa Late Late Show with Craig Ferguson el 15 de abril de 2005, y en el club Spaceland en Los Ángeles la noche siguiente. Así es que montaron una gira por Estados Unidos y Europa para el resto de ese año, gira que fue muy bien recibida. Continuaron la gira durante el 2006 en Japón, Australia y Nueva Zelandia.
Existe poca información sobre la vida privada de Barlow. Durante la gira Turbo Acoustic del 2004 él apareció en escena con su madre, Louise, quien continúa viviendo en el área de Westfield, Massachusetts, donde se dedica a cuidar niños autistas. Él está casado y vive con su pareja y la hija de ambos, Hannelore, en Silver Lake, Los Ángeles.
Barlow es ampliamente considerado como uno de los más prolíficos y rupturistas de los músicos indie de la década de 1990. Muchos nombres se le han dado a su estilo único de rock acústico, incluyendo folk o pop. El último disco de Barlow, su primer trabajo oficial como solista, se titula Emoh, e incluye a muchos de sus antiguos colegas y colaboradores, incluyendo a Abby Barlow y Jason Loewentein. El álbum, lanzado en enero de 2005, es una mezcla novedosa del sonido de Sentridoh con el de Folk Implosion. En noviembre de 2005 realizó una gira por España promoviendo el disco.
- Datos: Q939369
- Multimedia: Lou Barlow / Q939369